# Сианские чаши

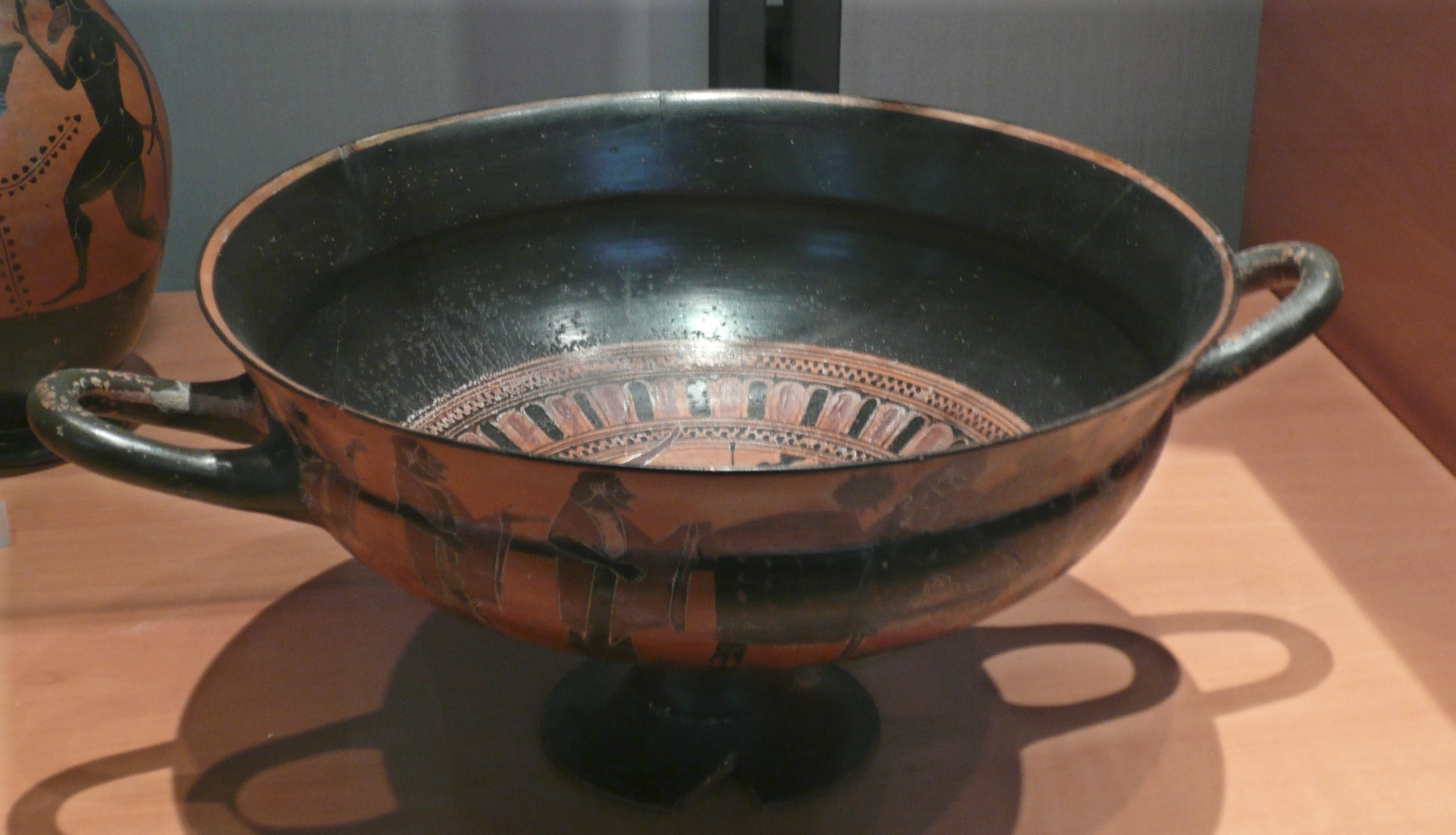
Аттическая сианская чаша с типичным широким вогнутым верхним краем и росписью как на внешней, так и на внутренней поверхности вазы. Внешняя роспись выполнена в технике «перекрывания». вазописец C, Музей археологии Средиземноморья, Марсель

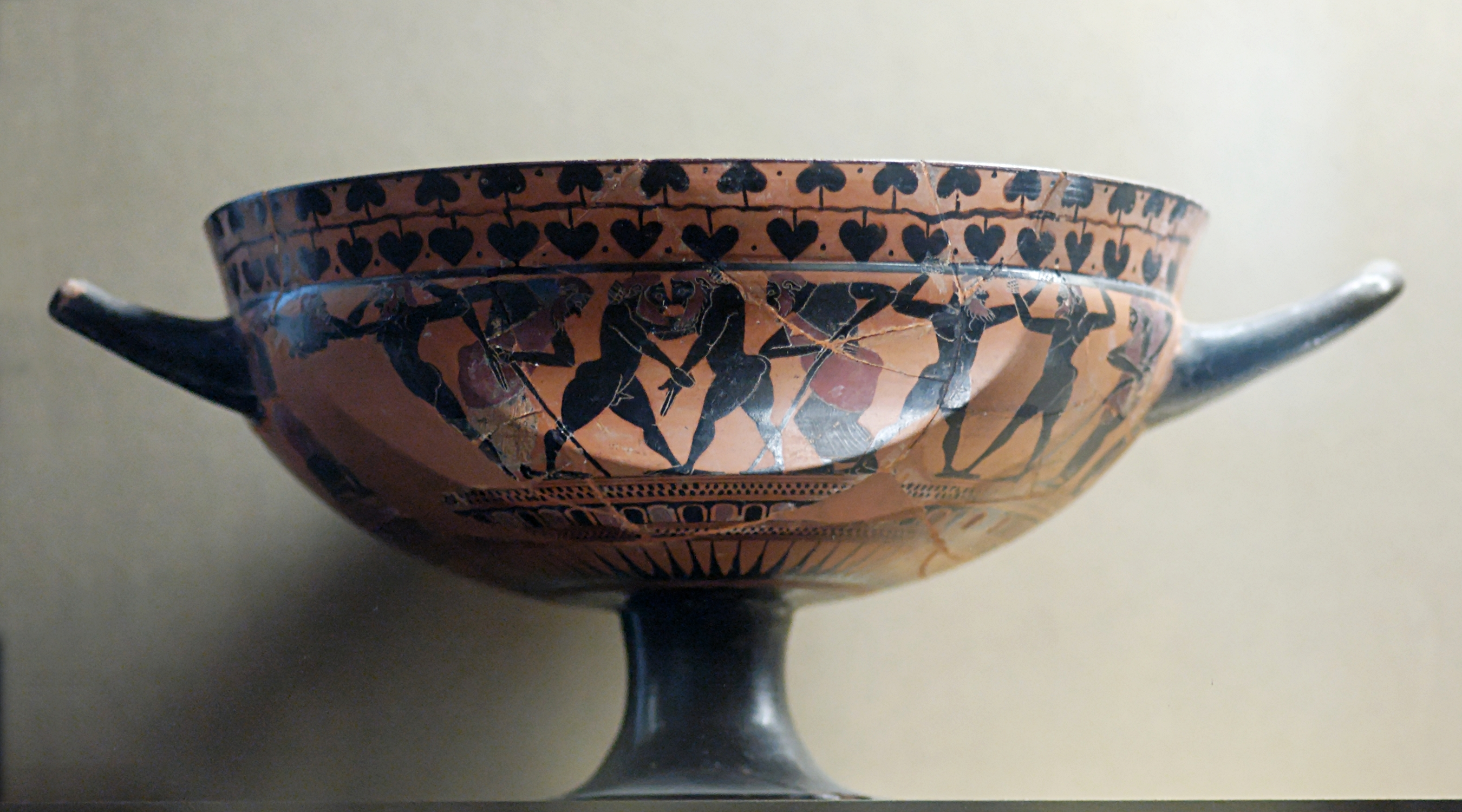
Сианская чаша с росписью в «двурегистровой» манере, Гейдельбергский вазописец, Лувр, Париж

Сиа́нские ча́ши — условное название доминирующего типа древнегреческих ваз второй четверти VI века до н. э. Первые две находки ваз данного типа осуществлены археологами близ городка Сиана на острове Родос, по имени которого чаши и получили своё название. Термин Сианские чаши (англ. Siana cups) предложили исследователи античности Джон Бизли и Хамфри Пейн в 1929 году.

## Особенности формы
Сианские чаши отличались от остальных разновидностей традиционного киликса вогнутым верхним краем чаши и конусоподобной ножкой. Сианские чаши отличаются также пропорциями: и ножка, и верхний край больше. Установлены и другие отличия, главное из которых заключается в том, что сианские чаши расписывались не только извне, но и часто внутри. Именно так сложилась традиция расписных тондо, которая продолжалась в древнегреческой вазописи более 200 лет. Со второй четверти 6 века до н. э. расписные тондо становятся чрезвычайно популярными и исполняются в целых сериях ваз. Изначально в композиции тондо основу составляла человеческая фигура в быстром движении или также единичная фигура животного, льва, сфинкса, сирены или петуха. Со временем все чаще изображались две фигуры.

## Роспись
Исследователями определены две манеры вазописной отделки наружных поверхностей сианских чаш, условно названные «способ перекрытия» (или «наложения») (англ. overlap) и «двурегистровый способ» (англ. double-decker). Последний способ более естественный и предусматривает разделение росписи на две горизонтальные зоны: первая охватывает широкий вогнутый верхний край чаши, второй — остальные поверхности корпуса вазы. Однако не менее часто встречаются вазы, роспись которых покрывает одновременно и верхний край, и корпус чаши, словно перекрывая их. Это «способ перекрытия», который позволял вазописцу изображать фигуры не такими мелкими. Хотя некоторые мастера слишком увлекались перекрыванием, привыкали к нему, что приводило к искажению композиции.
Ведущими вазописцами сианских чаш считаются анонимные вазописец C (буква C происходит от слова англ. Corinthianizing, поскольку на работах мастера чувствуется сильное влияние коринфского стиля, он считается первым мастером, приверженным форме таких чаш), а также Гейдельбергский вазописец, который собственно и ввел традицию расписных тондо (названный так по вазе, хранящейся ныне в немецком городе Гейдельберг. Авторству Гейдельбергского вазописца приписывается около 60 чаш, сохранившихся полностью или фрагментарно.